# Rutilia minor
Rutilia minor là một loài ruồi trong họ Tachinidae.